# Эррера, Эктор
Э́ктор Миге́ль Эрре́ра Ло́пес (исп. Héctor Miguel Herrera López; род. 19 апреля 1990, Тихуана, Нижняя Калифорния) — мексиканский футболист, полузащитник клуба «Хьюстон Динамо» и сборной Мексики.

## Карьера

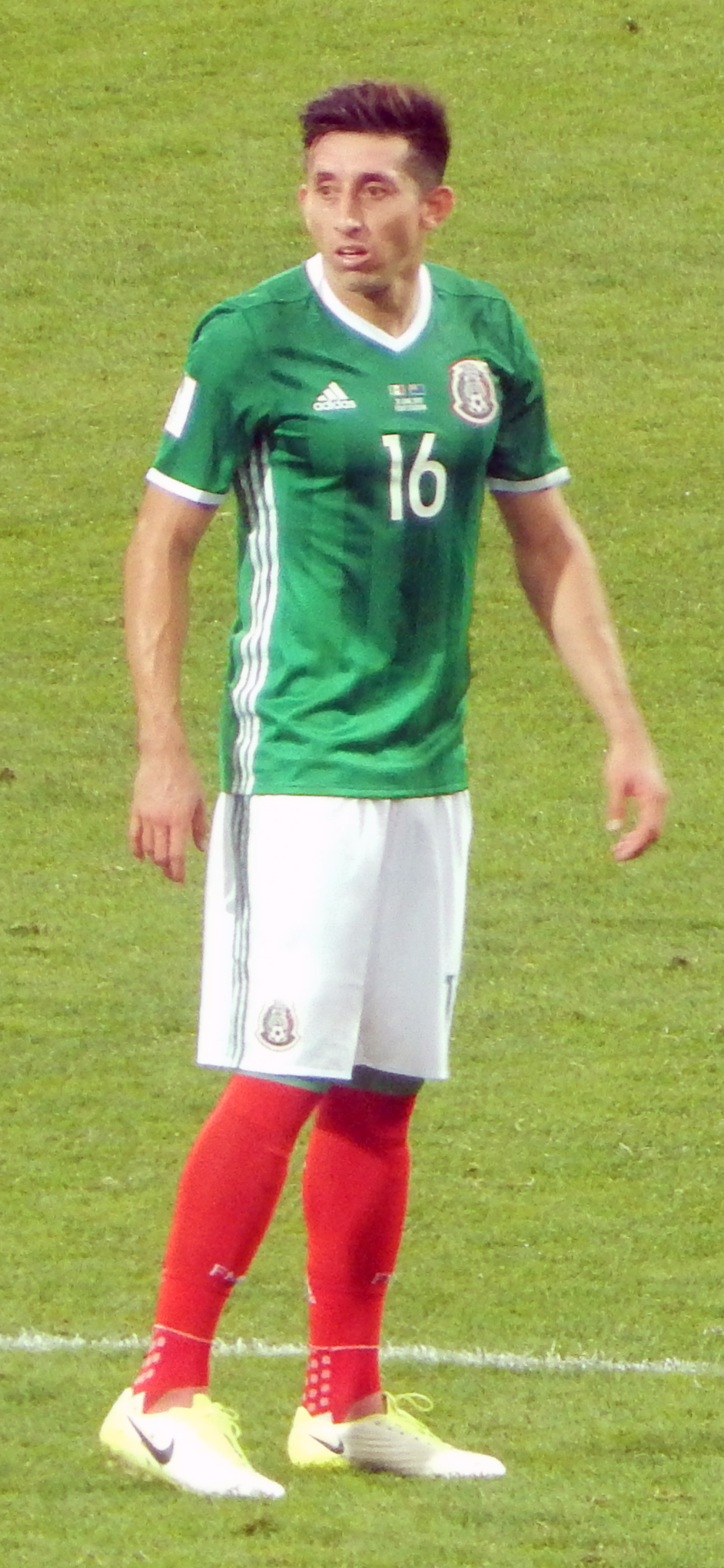
Кубок Конфедераций 2017

### Клубная
Воспитанник клуба «Пачука». В 2011 году выступал на правах аренды за клуб второго дивизиона «Тампико Мадеро». Весной 2011 года был внесён в заявку основной команды тренером Эфраином Флоресом. 23 июля 2011 года дебютировал за «Пачуку» в матче 1-го тура Апертуры 2011 против «Сантос Лагуны». 6 января 2013 года забил первый гол за «Пачуку», в ворота «Атланте». Эктор довольно быстро стал основным игроком команды. В апреле 2012 года полузащитником интересовался английский «Ливерпуль», а после удачного выступления Эрреры на турнире в Тулоне, к мерсисайдцам присоединились «Манчестер Юнайтед» и «Удинезе». 7 августа 2015 года заинтересованность в полузащитнике проявлял российский клуб «Зенит».
3 июля 2019 года «Атлетико Мадрид» официально объявил о переходе Эрреры из «Порту» на правах свободного агента и заключил с ним контракт, рассчитанный до 30 июня 2022 года.
2 марта 2022 года Эррера подписал предварительный контракт с клубом MLS «Хьюстон Динамо». Контракт по правилу назначенного игрока сроком до конца сезона 2024 с опцией продления на сезон 2025 вступил в силу после открытия летнего трансферного окна. В высшей лиге США он дебютировал 9 июля 2022 года в техасском дерби против «Далласа», выйдя на замену на 55-й минуте вместо Мемо Родригеса.

### В сборной
Эктор Эррера в составе сборной Мексики участвовал в олимпийском футбольном турнире 2012. Полузащитник провёл на турнире 4 матча и забил 1 гол (в четвертьфинале в ворота сборной Сенегала). Принимал участие в финальном матче турнира, когда сборная Мексики, обыграв Бразилию, впервые в своей истории стала олимпийским чемпионом по футболу.
17 октября 2012 года полузащитник дебютировал в первой сборной Мексики. Во втором тайме матча против Сальвадора, сыгранного в рамках отборочного турнира к чемпионату мира 2014, Эррера заменил Андреса Гуардадо.

## Достижения
Мексика
- Победитель Олимпийских игр: 2012
- Победитель Золотой кубок КОНКАКАФ: 2015

Порту
- Чемпион Португалии: 2017/18

Атлетико Мадрид
- Чемпион Испании: 2020/21

## Статистика

### Клубная
| Выступление      | Выступление      | Выступление      | Лига | Лига | Кубок | Кубок | Континент | Континент | Итого | Итого |
| Клуб             | Лига             | Сезон            | Игры | Голы | Игры  | Голы  | Игры      | Голы      | Игры  | Голы  |
| ---------------- | ---------------- | ---------------- | ---- | ---- | ----- | ----- | --------- | --------- | ----- | ----- |
| Пачука           | Лига МХ          | 2011/12          | 27   | 0    | 0     | 0     | —         | —         | 27    | 0     |
| Пачука           | Лига МХ          | 2012/13          | 27   | 2    | 0     | 0     | —         | —         | 27    | 2     |
| Пачука           | Итого            | Итого            | 54   | 2    | 0     | 0     | —         | —         | 54    | 2     |
| Порту            | Суперлига        | 2013/14          | 17   | 3    | 6     | 0     | 8         | 0         | 31    | 3     |
| Порту            | Суперлига        | 2014/15          | 33   | 3    | 2     | 0     | 8         | 4         | 43    | 7     |
| Порту            | Суперлига        | 2015/16          | 29   | 9    | 2     | 0     | 6         | 0         | 37    | 9     |
| Порту            | Суперлига        | 2016/17          | 8    | 1    | 3     | 0     | 6         | 0         | 17    | 1     |
| Порту            | Итого            | Итого            | 87   | 16   | 13    | 0     | 28        | 4         | 128   | 20    |
| Всего за карьеру | Всего за карьеру | Всего за карьеру | 141  | 18   | 13    | 0     | 28        | 4         | 182   | 22    |

### Сборная
| Команда | Год   | Игр | Голы |
| ------- | ----- | --- | ---- |
| Мексика |       |     |      |
| 2012    | 1     | 0   |      |
| 2013    | 8     | 0   |      |
| 2014    | 14    | 0   |      |
| 2015    | 14    | 3   |      |
| 2016    | 11    | 1   |      |
| Всего   | Всего | 48  | 4    |

### Голы за сборную Мексики
| # | Дата            | Место                                       | Противник         | Результат | Счет | Соревнование       |
| - | --------------- | ------------------------------------------- | ----------------- | --------- | ---- | ------------------ |
| 1 | 5 сентября 2015 | Рио Тинто Стэдиум, Солт-Лейк-Сити, США      | Тринидад и Тобаго | 3:3       | 3:3  | Товарищеский матч  |
| 2 | 9 сентября 2015 | Эй-ти-энд-ти Стэдиум, Даллас, США           | Аргентина         | 0:2       | 2:2  | Товарищеский матч  |
| 3 | 14 ноября 2015  | Ацтека, Мехико, Мексика                     | Сальвадор         | 2:0       | 3:0  | ЧМ-2018 (отбор)    |
| 4 | 6 июня 2016     | Юниверсити оф Финикс Стэдиум, Глендейл, США | Уругвай           | 1:3       | 1:3  | Кубок Америки 2016 |